# Žiri
Žiri () so največje (3.777 prebivalcev 2025) naselje v Poljanski dolini in Rovtarskem hribovju, središče Občine Žiri. Od leta 2005 ima status mesta. Prebivalci Žirov se imenujejo Žirovci in Žirovke.
Naselje leži v razširjenem zgornjem delu doline reke Poljanske Sore in je zraslo ob cesti, ki po Poljanski dolini povezuje Ljubljansko kotlino mimo Logatca z Notranjsko in skozi Spodnjo Idrijo s Primorsko. Žiri so danes že dokaj urbanizirano mestno naselje. Nastale so z zraščanjem Starih Žirov, Stare vasi, Nove vasi in Dobračeve v enotno naselje, kjer živi tudi velika večina (okoli tri četrtine) prebivalstva občine, skupaj z bližnjim Selom pa kar 4/5.

## Gospodarstvo
Prebivalstvo je večinoma zaposleno v Alpini (čevljarska industrija), Kladivarju, Etiketi, Iki, M-sori, Leskotu in še nekaterih manjših podjetjih.

## Turistične in športne zmogljivosti
Nekaj glavnih športnih objektov:
- Kamšk (tenis, pozimi drsanje, odbojka)
- Pristan (splav na reki Poljanski Sori, vožnja s kajakom in kanujem po mimo tekoči reki, odbojka na mivki, tenis, odrivne deske za skakanje v vodo, plezalna stena)
- Nordijski center Račeva (skakalnice: 8m, 15m, 25m, 45m, 60m, tekaška proga). V Žireh so oktobra 2019 odprli najsodobnejši nordijski center Poclain.
- Nogometno igrišče Polje (Nogometni klub Žiri)

Urejena je tudi šolska telovadnica v kateri se odvija več različnih športnih dejavnosti. Turisti lahko prenočijo pri Katarniku, Pr'Zet, v Domu na Goropekah in pri Županu.

## Kulturni in zgodovinski objekti
V drugi polovici 19. stoletja se je začela razvijati čevljarska obrt, na njeni tradiciji pa je po 2. svetovni vojni zrasla tovarna čevljev, današnja Alpina. V Starih Žireh je muzej z zbirko čevljarstva in čipkarstva. Župnijska cerkev župnije Žiri je cerkev sv. Martina, na Dobračevi pa je podružnična cerkev sv. Lenarta.
V kraju je Osnovna šola Žiri, več kot sto let pa obstaja tudi čipkarska šola.

## Osebnosti povezane z Žirmi
Seznam osebnosti iz občine Žiri